# Шадхан (сват)
Шадхан (ивр. שדכן‎) — сват, посредник при заключении брака в иудаизме.
Нет свидетельств существованию профессионального сватовства в древний и античный периоды еврейской истории. По Талмуду, сватовство (шидухин) происходит либо когда сам жених спрашивает у девушки ее согласия, либо когда родители жениха и невесты договариваются о браке между детьми.
Первые упоминания о шадхане, получающем плату за услуги, относятся к XIII веку. В разных общинах шадхан получал плату либо после помолвки, либо уже после свадьбы. Плата шадхану была больше платы посреднику в торговых сделках и могла зависеть от расстояния между местами проживания жениха и невесты. Профессия шадхана считалась достойным занятием, пользовалась большим уважением в еврейской общине, и этим ремеслом занималось немало известных раввинов. С XVIII века корыстный, ненадежный и неуклюжий шадхан становится частым персонажем в еврейской литературе и фольклоре.
В традиционных еврейских семьях придается большое значение процессу нахождения своей пары; среди религиозных евреев профессия шадхана существуют и в настоящее время. Наиболее часто к услугам шадхана прибегают в общинах харедим. Как правило, к шадхану обращаются не родители, а сами желающие вступить в брак. Некоторые шадханы не берут платы за свои услуги.